# Crayon aquarellable
 (novembre 2013).
Si vous disposez d'ouvrages ou d'articles de référence ou si vous connaissez des sites web de qualité traitant du thème abordé ici, merci de compléter l'article en donnant les références utiles à sa vérifiabilité et en les liant à la section « Notes et références ».

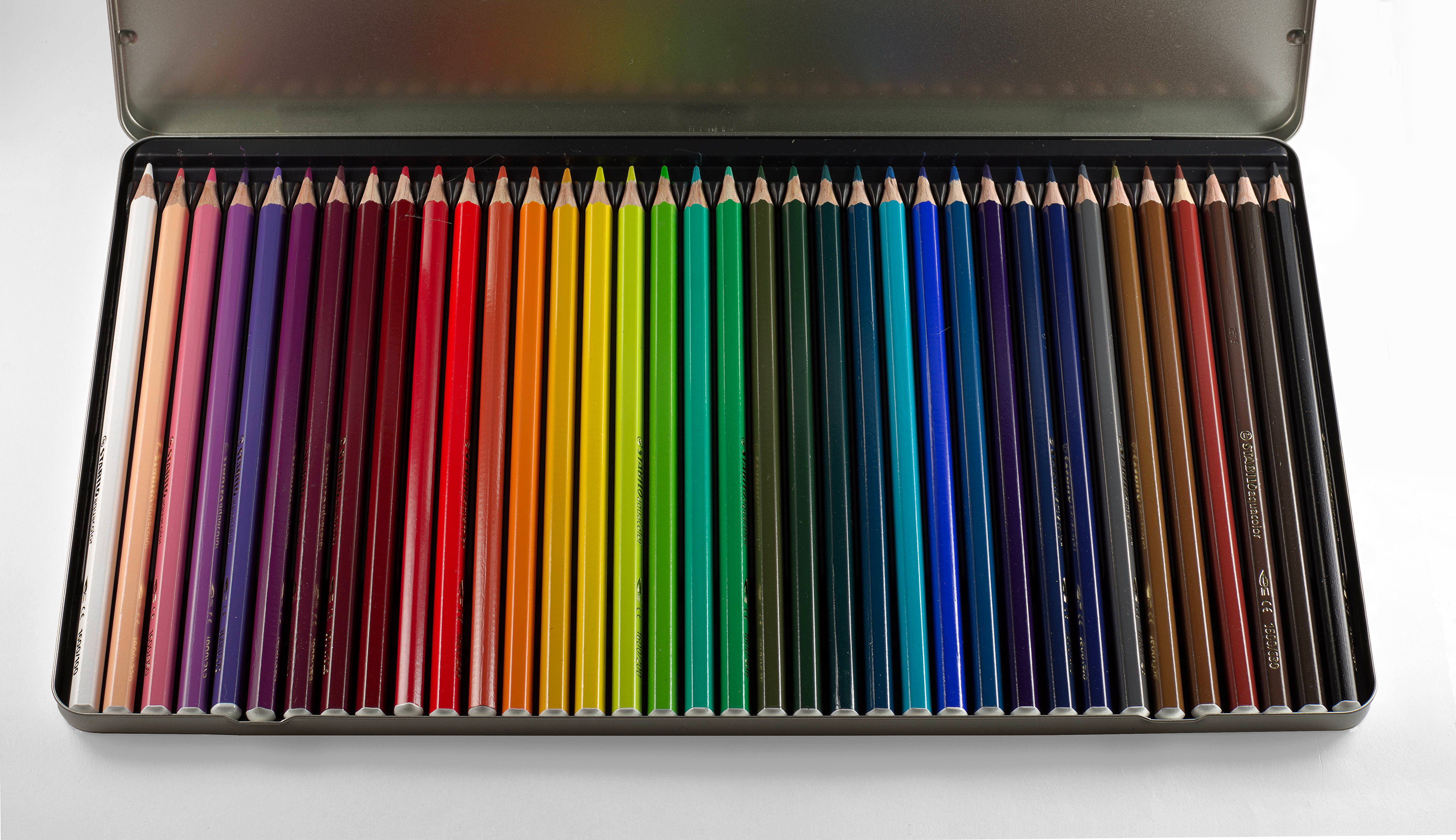
Crayon aquarelle de la marque Stabilo

Le crayon aquarellable, également appelé crayon aquarelle, mine aquarellable ou crayon delayable, est un crayon de couleur dont la trace est soluble dans l'eau.
Sur un papier sec, il s'applique comme un crayon de couleur ordinaire. Les traits peuvent ensuite être repris au pinceau humide. Sur un papier préalablement mouillé, son trait est plus fort et sa couleur plus intense. On peut enfin utiliser le pinceau humide pour prélever de la peinture, comme on le fait avec un godet d'aquarelle sèche.

## Matériaux
Le crayon aquarellable est constitué de pigments souvent mélangés à des charges, agglutinés par un liant dans un cylindre de bois facilitant son utilisation. Le liant doit offrir une faible résistance à l'abrasion pour l'usage à sec, et se dissoudre dans l'eau, pour l'usage humide. Il peut être à base de gomme arabique. Les gammes de crayons aquarellables incluent en général des couleurs opaques, semblables à la gouache[réf. souhaitée].
Les qualités de brillance, de transparence ou de longévité varient en fonction des crayons et selon les couleurs (dépendant des pigments utilisés), les médiums et liants utilisés.

## Technique
Le crayon permet d'obtenir sur papier à grain fin à sec des traits fermes et précis. La gomme à effacer permet d'alléger ou de supprimer des couleurs appliquées.
Si le papier résiste bien à l'eau, on peut étaler la couleur en taches plus ou moins précises. On utilise un pinceau, une éponge, un chiffon ou d'un autre outil humide, pour étaler partiellement la couleur. Il restera généralement des traces des coups de crayons donnés. Sur une surface déjà humide, le trait se diluera immédiatement, devenant moins marqué, avec un effet de flou. Il est également possible de frotter sa mine à l'aide d'un outil humide, avant d'en disperser les pigments sur le support.
Les techniques à sec et avec de l'eau peuvent s'utiliser ensemble ou séparément.
Le crayon aquarellable est également utilisé dans des techniques mixtes, avec d'autres types de médiums : crayon mine, gouache, acrylique, encre de Chine, pastel, etc.

## Domaines d'utilisation
Il est souvent utilisé en illustration, au même titre que les autres outils liés à l'aquarelle, ainsi qu'en bande dessinée ou en animation[réf. souhaitée].
Du fait de son utilisation à sec, il peut être utilisé n'importe où, sans eau. Cela en fait un excellent outil de croquis avantageux par rapport à l'aquarelle en godet. Il est toujours possible de diluer ensuite les traits à l'eau, ce qui est un avantage par rapport aux crayons de couleurs classiques. Un stylo-pinceau à réserve d'eau peut compléter le matériel de croquis.

## Histoire
La fabrique de crayons Caran d'Ache revendique la première commercialisation d'un crayon aquarellable en 1931, sous la marque Prismalo.